# Шумашь
Шумашь — село в Рязанском районе Рязанской области России. Входит в состав Полянского сельского поселения.

## Географическое положение
Село Шумашь расположено на старице по левому берегу Оки, напротив Рязани. Село находится у автомобильного моста через Оку у автомобильной трассы Р-132 "Золотое кольцо". У окраины села от трассы Р-132 отходит ответвление на Спасск-Рязанский.

## История
Окрестности села были заселены с давних пор. Близ Шумаши археологом В. А. Городцовым обнаружена стоянка людей каменного века 12—15 тысячелетия до н. э.
Село Шумашь впервые упоминается в начале в XVI века. В это время оно принадлежало роду рязанских бояр Кобяковых. В 1521 г. Кобяковы помогли последнему рязанскому князю Ивану Ивановичу бежать из Москвы, укрыли его в своей вотчине и оказали поддержку в борьбе с великим московским князем за Рязанский княжеский престол.
В первой четверти XVII века усадьбой владел Г.П. Кобяков и далее его наследники. Во второй половине XVIII века подпоручик А. И. Кобяков (1749-до 1814), женатый вторым браком на М. П. Голофеевой. Далее их сыновьям: генерал-майору Е. А. Кобякову (г/р 1800), гвардии полковникам А. А. Кобякову (г/р 1833), женатым на Е.В. Вердеревской и И. А. Кобякову (г/р 1803), женатым на А. П. Поповой и впоследствии их наследникам. В начале XX века имение приобрел купец Сливков.
Сохранилась церковь Преображения 1793 года в переходных формах от барокко к классицизму, возведенная А. И. Кобяковым вместо прежней деревянной, предположительно, по проекту губернского архитектора И. Г. Сулакадзева. Усадебные постройки и парк утрачены, на месте господского дома современное здание.
В 1748 году упоминается поместье в селе за Василием Лаврентьевичем Петрово-Соловово.
В 1898 г. в селе была открыта станция Шумашь (Рязань незатопляемая) Рязанско-Владимирской узкоколейной железной дороги. Во время весенних разливов Оки станция была конечной. В начале 90-х годов XX века станция была закрыта.
В 1905 году село являлось административным центром Шумошской волости Рязанского уезда и имело 97 дворов при численности населения 694 чел.

## Население
| 1859 | 1897 | 1906 | 2010  | 2021 |
| ---- | ---- | ---- | ----- | ---- |
| 247  | ↗617 | ↗694 | ↗1056 | ↘936 |

## Транспорт и связь
Село имеет регулярное автобусное сообщение с областным центром.
В селе Шумашь имеется одноимённое сельское отделение почтовой связи (индекс 390545).

## Известные уроженцы
- Пичугин, Евгений Иванович — лётчик, Герой Советского союза.